# Scott Mosier
Scott A. Mosier (* 5. März 1971) ist ein US-amerikanischer Produzent, Filmeditor und Regisseur. Bekannt ist er vor allem durch seine langjährige Zusammenarbeit mit Regisseur Kevin Smith.

## Leben
Mosier wurde im US-Bundesstaat Washington geboren und zog als Kind durch die Arbeit seines Vaters oft um, so wuchs er unter anderem in Los Angeles, im kanadischen Vancouver und später wieder in Kalifornien auf.
Während seines Studiums an der Vancouver Film School in Kanada traf Mosier 1992 auf Kevin Smith, mit dem er einen Film namens Mea Day: The Crumbling of a Documentary drehte. 1993 machten beide den Abschluss und gründeten die gemeinsame Firma View Askew und planten, einen echten Film zu drehen: Er wurde zwar mit nur 27.000 US-Dollar finanziert, doch spielte er das 130-fache wieder ein: Clerks, bei dem Mosier als Co-Produzent und Filmeditor mitwirkte.
Danach drehten die beiden den Film Mallrats, bei dem er wieder als Produzent mitwirkte. Allerdings spielte der sechs Millionen Dollar teure Film nur zwei Millionen ein und wurde ein Flop. Der nachfolgende Film, Chasing Amy, wurde bei Kosten von einer viertel Million einigermaßen erfolgreich. Es folgten Dogma, der als letzter Teil der New-Jersey-Filme gedacht war, die allerdings dann mit Jay und Silent Bob schlagen zurück und der Fortsetzung von Clerks, Clerks 2, doch noch fortgesetzt wurde. In fast jedem Kevin-Smith-Film hat Mosier einen Cameo-Auftritt. In Clerks spielt er zum Beispiel den jungen Mann, der von dem Kaugummivertreter über das Thema Rauchen aufgeklärt wird.
Mit dem Animationsfilm Der Grinch inszenierte Mosier für Illumination Entertainment 2018 seinen ersten Langfilm als Regisseur.
Mosier hat zusammen mit Kevin Smith einen wöchentlich erscheinenden Podcast mit dem Titel SModcast.

## Filmografie (Auswahl)
- 1994: Clerks – Die Ladenhüter (Clerks) – als Produzent und Filmeditor
- 1995: Mallrats – als Produzent
- 1997: Chasing Amy – als Produzent und Filmeditor
- 1999: Dogma – als Produzent und Filmeditor
- 2001: Jay und Silent Bob schlagen zurück (Jay and Silent Bob Strike Back) – als Produzent und Filmeditor
- 2004: Jersey Girl – als Produzent und Filmeditor
- 2006: Clerks 2 (Clerks II) – als Produzent
- 2007: Who’s Your Caddy? – als Filmeditor
- 2007: Salim Baba – als Produzent
- 2008: Zack and Miri Make a Porno – als Produzent
- 2018: Der Grinch (The Grinch) – als Regisseur